# Daniel Corral
Daniel Corral Barrón (25 gennaio 1990) è un ginnasta messicano.

## Palmarès

### Mondiali
- 1 medaglia:
  - 1 argento (Anversa 2013 nel cavallo con maniglie)

### Universiadi
- 1 medaglia:
  - 1 argento (Kazan 2013 nel cavallo con maniglie)

### Giochi panamericani
- 3 medaglie:
  - 2 ori (Guadalajara 2011 nel cavallo con maniglie; Guadalajara 2011 nelle parallele simmetriche)
  - 1 bronzo (Toronto 2015 nel cavallo con maniglie)

### Giochi centro-americani e caraibici
- 6 medaglie:
  - 2 argenti (Cartagena 2006 a squadre; Mayagüez 2010 a squadre)
  - 4 bronzi (Cartagena 2006 nel corpo libero; Mayagüez 2010 nel volteggio; Veracruz 2014 negli anelli; Veracruz 2014 nelle parallele simmetriche)